# Fünf-Pagoden-Tempel (Hohhot)
| Mongolische Bezeichnung | Mongolische Bezeichnung |
| ----------------------- | ----------------------- |
| Mongolische Schrift:    |                         |
| Transliteration:        | tabun suburγ-a-tu       |
| Kyrillische Schrift:    | Таван суваргат          |
| ISO-Transliteration:    | Tavan suvargat          |
| Transkription:          | Tawan suwargat          |
| Chinesische Bezeichnung |                         |
| Traditionell:           | 五塔寺                  |
| Vereinfacht:            |                         |
| Pinyin:                 | Wǔtǎ Sì                 |
| Wade-Giles:             | Wu-t’a Szŭ              |

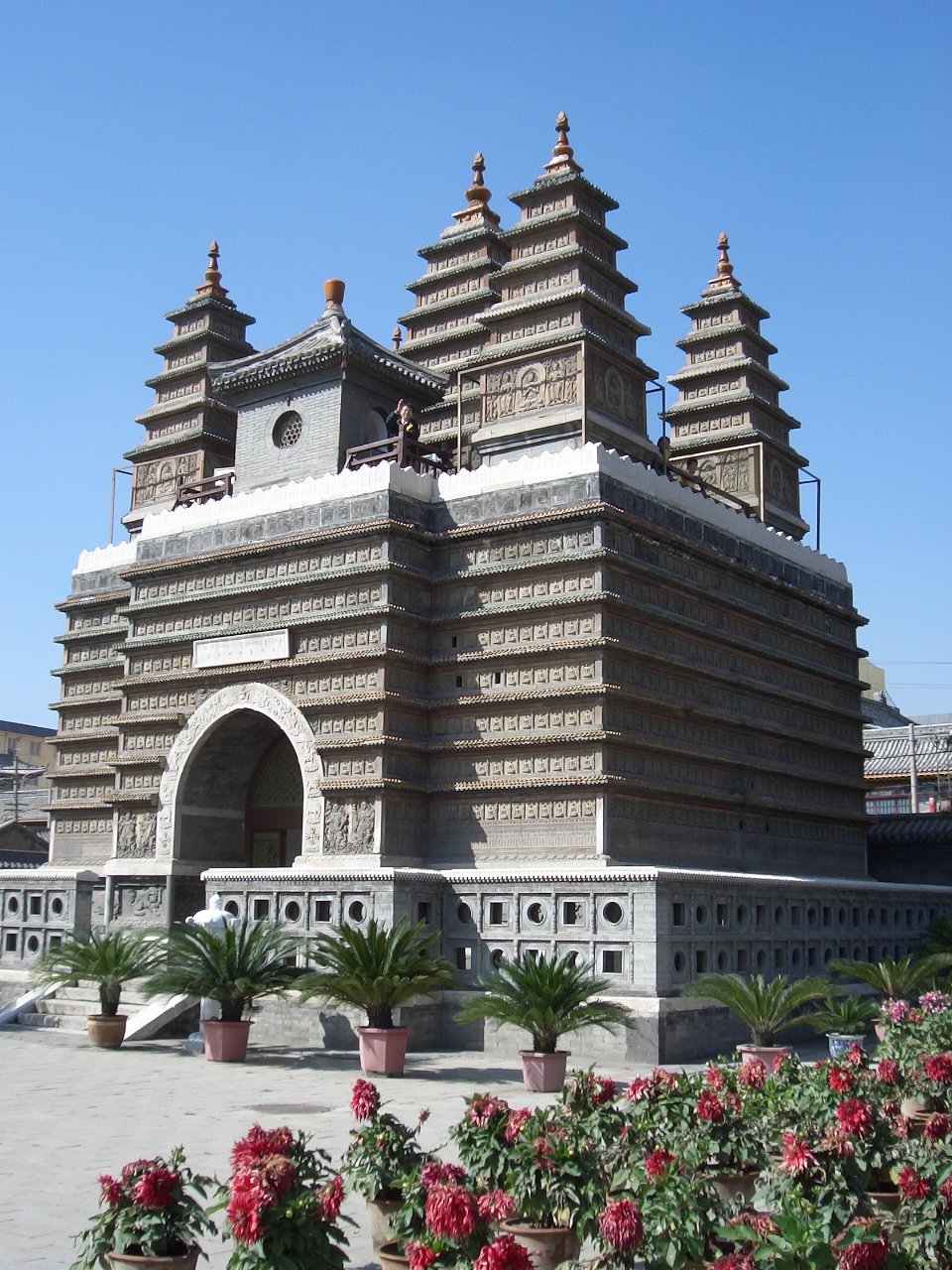
Fünf-Pagoden-Tempel, Hohhot, Innere Mongolei

Der Fünf-Pagoden-Tempel (chin. Wuta si 五塔寺) mit der sogenannten „Diamantthron-Sarira-Pagode“ (Jingang zuo sheli baota 金刚座舍利宝塔; engl. Jingang-based Dagoba/Sarira Pagoda on Vajrasana at Cideng Temple) ist ein zwischen 1727 und 1732 erbauter buddhistischer Tempel aus der Zeit der Qing-Dynastie im Stadtbezirk Yuquan der Stadt Hohhot der Inneren Mongolei in der Volksrepublik China. Er ist auch unter seinem früheren Namen Cideng-Tempel (Cideng si 慈灯寺) bekannt und steht seit 1988 auf der Liste der Denkmäler der Volksrepublik China (3-158).
Bei dem indischen Diamantthron-Pagoden-Stil befinden sich fünf kleinere Pagoden auf einem quadratischen Sockel, der als der "Diamantthron" (Vajrasana) bekannt ist.